# Kriebitzsch
Kriebitzsch là một đô thị thuộc huyện Altenburger Land, trong bang Thüringen, Đức. Đô thị Kriebitzsch có diện tích 13,3 km².